# 장정기

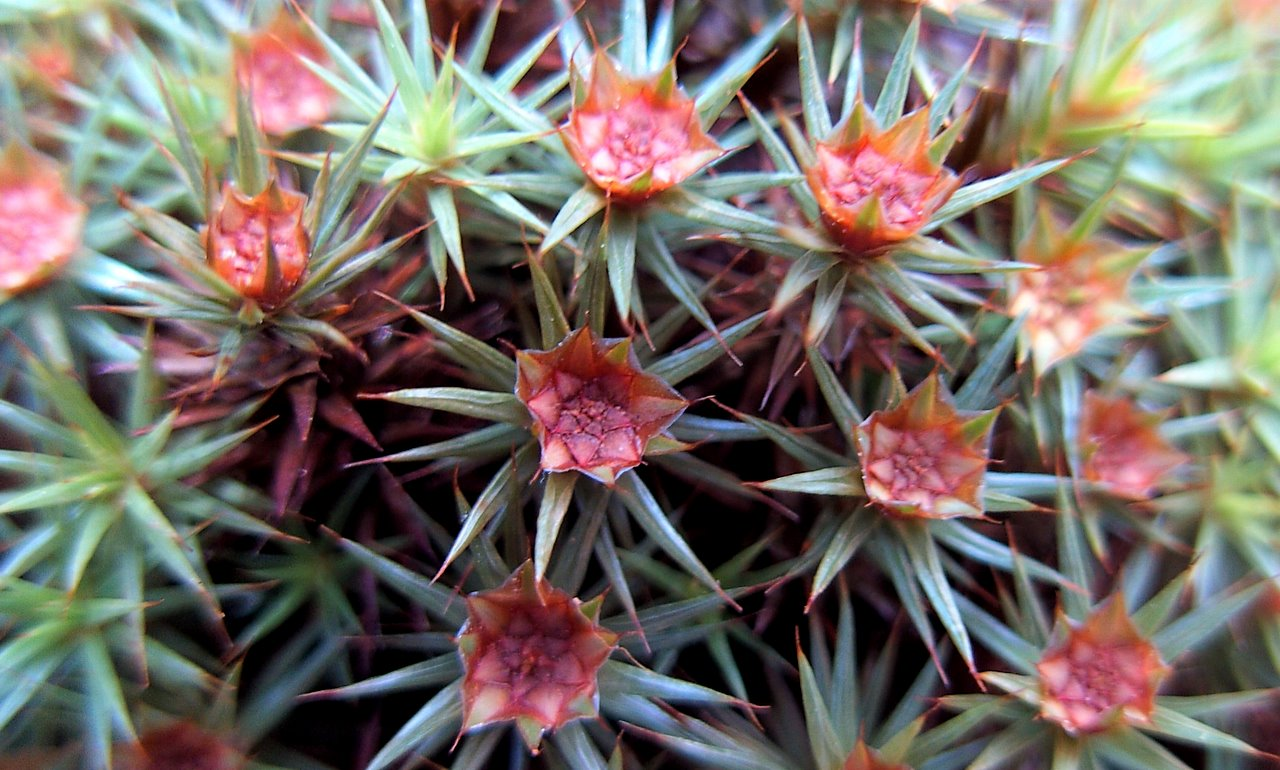

장정기(藏精器, antheridium) 또는 조정기(造精器)는 웅성의 생식자를 형성하는 반수체의 구조 또는 기관이다. 조류나 균류에서는 단세포의 단순한 구조로 나타나며, 차축조류, 이끼식물, 양치식물에서는 다세포의 복잡한 구조로 나타난다.

## 같이 보기
- 장란기